# Giulia Tanno
Giulia Tanno (5 de mayo de 1998) es una deportista suiza que compite en esquí acrobático, especialista en la prueba de big air. Consiguió cinco medallas en los X Games de Invierno.

## Medallero internacional
| \| X Games de Invierno \| X Games de Invierno \| X Games de Invierno \| X Games de Invierno \| \| Año \| Lugar \| Medalla \| Prueba \| \| ------------------- \| ---------------------- \| ------------------- \| ------------------- \| \| 2017 \| Aspen (Estados Unidos) \| Medalla de bronce \| Big air \| \| 2018 \| Bærum (Noruega) \| Medalla de plata \| Big air \| \| 2019 \| Bærum (Noruega) \| Medalla de plata \| Big air \| \| 2020 \| Hafjell (Noruega) \| Medalla de bronce \| Slopestyle \| \| 2024 \| Aspen (Estados Unidos) \| Medalla de bronce \| Slopestyle \| |                        |                   |            |
| X Games de Invierno |                        |                   |            |
| Año | Lugar                  | Medalla           | Prueba     |
| 2017 | Aspen (Estados Unidos) | Medalla de bronce | Big air    |
| 2018 | Bærum (Noruega)        | Medalla de plata  | Big air    |
| 2019 | Bærum (Noruega)        | Medalla de plata  | Big air    |
| 2020 | Hafjell (Noruega)      | Medalla de bronce | Slopestyle |
| 2024 | Aspen (Estados Unidos) | Medalla de bronce | Slopestyle |